# Bell Pottinger Private
Bell Pottinger Private (ufficialmente BPP Communications Ltd.) è una multinazionale britannica di pubbliche relazioni con sede a Londra in Inghilterra.
Offre servizi di lobbying, scrittura di discorsi, ottimizzazione di visibilità su motori di ricerca e sistemazione di articoli di Wikipedia per i propri clienti, incluse aziende, enti governativi e personaggi di alto profilo. Nel dicembre 2011 venne posta sotto stretta sorveglianza dopo che i suoi dirigenti furono segretamente registrati mentre parlavano a falsi rappresentanti del governo uzbeko e abusavano di Wikipedia, rimuovendo informazioni negative e sostituendole con positive.
Bell Pottinger è posseduta completamente dalla Chime Communications plc. Uno dei co-fondatori è Lord Bell, consulente per i media di Margaret Thatcher quando era primo ministro del Regno Unito.